# Ophiomastus trispinosus
Ophiomastus trispinosus är en ormstjärneart som beskrevs av Bernasconi och D'Agostino 1977. Ophiomastus trispinosus ingår i släktet Ophiomastus och familjen fransormstjärnor. Inga underarter finns listade i Catalogue of Life.